# Kirchdorf (Kelheim)
Kirchdorf é um município da Alemanha, no distrito de Kelheim, na região administrativa de Niederbayern, estado de Baviera.